# شهرستان واشینگتن (کنتاکی)
شهرستان واشینگتن، کنتاکی (به انگلیسی: Washington County, Kentucky) یک سکونتگاه مسکونی در ایالات متحده آمریکا است که در کنتاکی واقع شده‌است.

## خصوصیات
شهرستان واشینگتن ۴۸۵٫۲ کیلومترمربع مساحت دارد.